# Восстание Скандербега
Восстание Скандербега — почти 25-летнее антиосманское восстание, возглавляемым бывшим санджакбеем Дибры Скандербегом на территории, принадлежавшей османским санджакам Албания, Дибра и Охрид (современные Албания и Северная Македония). Восстание было результатом первых христианских побед в крестовом походе на Варну в 1443 году. После поражения османов в битве при Нише Скандербег ошибочно полагал, что христианам удастся вытеснить турок-османов из Европы. Как и многие другие региональные османские сановники, Скандербег дезертировал из османской армии, чтобы поднять восстание в своем санджаке Дибра и прилегающем регионе. Первоначально его план увенчался успехом, и вскоре большая часть санджака Дибры и северо-восточная часть санджака Албания были захвачены повстанцами, которые также сражались против регулярных османских войск в санджаке Охрид . По словам Оливера Шмитта, Кастриоти было разрешено покинуть Османскую армию благодаря вмешательству его тетки Мары Бранкович, которая была сестрой его матери и одной из жен османского султана Мурада II.
Восстание Скандербега было редким успешным примером сопротивления христиан в течение XV века, и благодаря его руководству албанцы вели партизанскую войну против османов. Однако восстание Скандербега не было всеобщим албанским восстанием. Многие албанцы не присоединились к нему, а некоторые даже сражались против него на стороне османов, и его войска не были набраны исключительно из албанцев. Скорее, его восстание представляет собой реакцию определённых слоев местного общества и феодалов против потери привилегий и притеснений османского правительства, которым они были недовольны. Кроме того, повстанцы воевали против представителей своих собственных этнических групп, поскольку османские войска, как командиры, так и солдаты, также состояли из местных жителей (албанцев, славян, влахов, греков и турецких тимариотов).
Скандербег сумел захватить крепость Круя, используя поддельное письмо султана, и, по некоторым данным, посадил на кол захваченных османских чиновников, которые отказались креститься в христианство. 2 марта 1444 года региональные албанские и сербские вожди объединились против Османской империи и создали союз (Лежскую Лигу), который был распущен к 1450 году.
Из-за частых конфликтов между соперничающими семьями в Албании во время восстания Скандербега, особенно между Скандербегом и Лекой Дукаджини, исследователь албанского языка Роберт Элси описал этот период скорее как гражданскую войну в Албании.

## Предыстория
В Албании восстание против турок-османов тлело уже много лет, прежде чем Скандербег дезертировал из османской армии . Наиболее заметным ранним восстанием было восстание 1432—1436 годов, возглавляемое главным образом Георгием Арианити. Хотя Скандербег был вызван своими родственниками во время этого восстания, он остался верен султану и не сражался с османами . После того, как это восстание было подавлено османами, Арианити снова восстали против османов в регионе центральной Албании в августе 1443 года.
Скандербег решил оставить пост османского санджакбея и восстать против османов только после победоносного крестового похода на Варну в 1443 году . Успехи крестоносцев вдохновили восстание Скандербега и восстание Константина XI Палеолога в Морейском деспотате. В начале ноября 1443 года Скандербег дезертировал из войск султана Мурада II во время битвы при Нише, сражаясь против крестоносцев Яноша Хуньяди. Скандербег покинул поле боя вместе с 300 другими албанцами, служившими в османской армии . Он немедленно повел своих людей в Крую, куда прибыл 28 ноября, и с помощью поддельного письма султана Мурада губернатору Круи он захватил власть в крепости. Чтобы укрепить свое желание получить контроль над бывшими владениями Зеты, Скандербег провозгласил себя наследником семьи Балшичей. Захватив несколько менее важных окрестных замков (Петрела, Презе, Гури-и-Барде, Светиград, Модрич и другие) и в конечном счете получив контроль над большей частью владений своего отца Гьона Кастриоти, Скандербег отрекся от ислама и провозгласил себя мстителем за свою семью и страну. Он поднял красный флаг с чёрным двуглавым орлом на нем: Албания использует подобный флаг в качестве своего национального символа в настоящее время.

## Силы
Восстание Скандербега не было всеобщим восстанием албанцев. Жители из больших городов Албании на контролируемом османами юге и контролируемом венецианцами севере не поддерживали его, в то время как его последователями, помимо албанцев, были также славяне, влахи и греки. Восставшие воевали не против «чужеземных» захватчиков, а против представителей своих этнических групп, потому что османские войска, как командиры, так и солдаты, также состояли из местных жителей (албанцев, славян, влахов и турецких тимариотов). Дорофей, архиепископ Охридский, клирики и бояре Охридского архиепископства вместе со значительным числом христианских граждан Охрида были переселены султаном в Стамбул в 1466 году из-за их антиосманской деятельности во время восстания Скандербега. Восстание Скандербега также поддерживалось греками в Морее. По словам Фан Ноли, самым надежным советником Скандербега был Владан Юрица.

## Лежская лига(1444—1450)
2 марта 1444 года региональные албанские и сербские вожди объединились против Османской империи. Этот союз (Лежская лига) был создан в венецианском городе Лежа (Алессио). Через несколько месяцев войска Скандербега угнали скот жителей Лежи и захватили в плен их женщин и детей. Основными членами лиги были Арианити, Балшичи, Дукаджини, Музака, Спани, Топия и Черноевичи. Все более ранние и многие современные историки приняли известие Марина Барлети об этой встрече в Леже (не придав ему равного веса), хотя ни один современный венецианский документ не упоминает об этом. Барлети называл это собрание «generalis concilium» или «niversum concilium». Термин «Лежская лига» был введен последующими историками.

## Ранние сражения
Американский историк Кеннет Мейер Сеттон утверждал, что большинство отчетов о деятельности Скандербега в период 1443—1444 годов обязаны гораздо больше воображению, чем фактам". Вскоре после того, как Скандербег подчинил своей власти Крую, используя поддельное письмо, его сторонникам удалось захватить многие османские крепости, включая стратегически очень важный Светиград (Коджаджик), взятый при поддержке Моиси Арианити Големи и трех тысяч повстанцев из Дебара . Согласно некоторым источникам, Скандербег сажал на кол захваченных османских чиновников, которые отказывались креститься в христианство.
Первое сражение мятежников Скандербега против турок-османов произошло 10 октября 1445 года при горе Мокра. По словам Сеттона, после того, как Скандербег якобы одержал победу в битве при Торвиолле, венгры, как говорят, воспевали его и призывали Скандербега присоединиться к альянсу Венгрии, папы и Бургундии против османов. Весной 1446 года, пользуясь помощью дипломатов Дубровника, Скандербег обратился за поддержкой к папе Римскому и Венгерскому королевству для борьбы с османами.

## Война против Венеции
Марин Спан был командующим силами Скандербега, которые потеряли крепость Балеч, взятую венецианским войскам в 1448 году во время войны Скандербега против Венеции. Марин Спани и его солдаты отступили к Дагнуму после того, как его родственник Пётр Спани сообщил им о крупной венецианской армии, направляющейся в Балеч.

## Гаэтский договор
26 марта 1450 года в Гаэте был заключен политический договор между королем Альфонсо V Неаполитанским и Стефаном, епископом Круи, и Николло де Бергучи, послами Скандербега. В договоре Скандербег признавал себя вассалом Неаполитанского королевства, а взамен получал защиту королевства от Османской империи. После того, как Альфонсо подписал этот договор со Скандербегом, он подписал аналогичные договоры с другими вождями Албании: Георгием Арианити, Гьоном Музако, Георгием Стреши Балшей, Петром Спани, Палом Дукаджини, Топией Музака, Петром из Химары, Симоном Заневиси и Карло Токо. К концу 1450 года Скандербег также согласился на перемирие с Османской империей и обязался сам платить дань султану.
Согласно Гаэтскому договору, Неаполь послал отряд из 100 солдат под командованием Бернарда Вакера в замок Круя в конце мая 1451 года. Вакер был назначен специальным комиссаром и принял Крую от имени Неаполитанского королевства, поставив его гарнизон под свое командование.

## Последствия
Иван Стреши Балшич воспринимался Венецией как преемник Скандербега. После смерти Скандербега Иван и его брат Гойко Балшич вместе с Лекой, Прогоном и Николаем Дукаджини продолжали сражаться на стороне Венеции против Османской империи . В 1469 году Иван Балшич обратился к Венецианскому сенату с просьбой вернуть ему конфискованное имущество, состоящее из замка Петрела, войводата «Терра Нуова» Круя (неизвестное положение), территории между Круей и Дурресом и деревень в районе Бушнеш (сегодня часть муниципалитета Кодер-Тумана). Венеция во многом уступила прошению Ивана Балшича и назначила его преемником Скандербега.

## В культуре
Восстанию посвящена Повесть о Скандербеге, западнорусская летопись XVII века.